# Gosbat
Gosbat là một thị trấn thuộc tỉnh Batna, Algérie. Dân số thời điểm năm 2002 là 15.778 người.